# Rudnia (rejon baranowski)
Rudnia (ukr. Рудня) – wieś na Ukrainie, w obwodzie żytomierskim, w rejonie baranowskim, nad Słuczą. W 2001 roku liczyła 78 mieszkańców.